# NTV (Rússia)
NTV (en ciríl·lic HTB) és una cadena de televisió russa disponible a nivell nacional. Fundada el 1993, va ser una de les pioneres a la televisió privada de Rússia. Des de l'any 2001 pertany a Gazprom.
La seva programació és de caràcter generalista, amb una forta presència de programes de caràcter informatiu.

## Història
La cadena va ser fundada l'any 1993 mitjançant un consorci format per diversos bancs, mentre que el seu primer president va ser Vladímir Gussinski. El nom escollit per a l'emissora va ser "NTV", que encara que no tenia cap significat concret va ser emprat en les promocions de llançament com a "nova" o "nostra". La cadena va contractar diversos periodistes i presentadors destacats d'altres cadenes públiques, i es va estrenar el 10 d'octubre com la primera emissora independent de l'estat rus. NTV va destacar pels seus programes d'entreteniment i informatius, i va comptar amb diversos espais en els quals es mostraven crítics amb el govern rus, especialment pel que fa a les guerres a Txetxènia. Posteriorment va criticar tant Vladímir Putin com el seu partit polític. Putin va arribar a demanar a la direcció de la cadena la retirada d'un guinyol que el parodiava en un programa satíric, per considerar que era un afront a la seva dignitat.
El juny de 2000 la policia russa va detenir Vladimir Gusinsky, sota sospita de malversació i apropiació indeguda de béns estatals, mentre que hi va haver crítiques a la detenció per part d'altres sectors al·legant "raons polítiques". Gusinsky va firmar posteriorment la venda de l'empresa Media-Most, que tenia un 30% de les accions d'NTV, a l'empresa Gazprom. Després d'abandonar el seu país per recalar a l'Estat espanyol, l'empresari va criticar que va ser suposadament pressionat per firmar l'acord de venda. Gazprom va anar augmentant la seva participació en la cadena fins a aconseguir el seu control total l'abril de 2001. Els nous propietaris van fer canvis en la direcció, que va passar a ser ocupada per Borís Jordan, i molts periodistes de la cadena van abandonar la companyia per marxar a altres emissores. Malgrat que va existir la possibilitat que Ted Turner comprés la cadena, aquesta no es va dur mai a terme.
La cadena va passar dificultats econòmiques el 2002 i 2003, la qual cosa va requerir la cessació de Boris Jordan. El nou propietari, Nikolai Senkévitx, va canviar la graella de l'emissora sensiblement, substituint diversos programes i tornant a apostar per una línia informativa i d'entreteniment.